# گلوبند

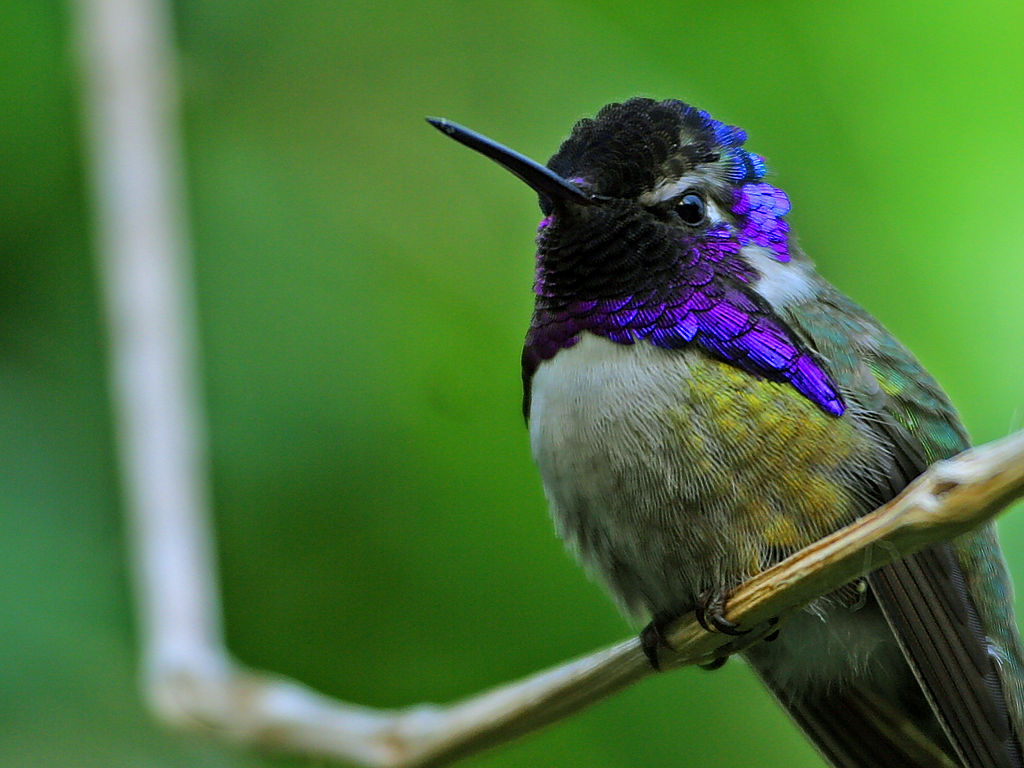
مانند بسیاری از مگس‌مرغ‌ها، مگس‌مرغ کوستای نر دارای گلوبند رنگین‌کمانی است.

گلوبند (به انگلیسی: Gorget) تکه‌ای از پرهای رنگی است که روی گلو یا در بخش بالای سینه در برخی از گونه‌های پرندگان یافت می‌شود. این یک ویژگی است که در بسیاری از مگس‌مرغ‌های نر، به ویژه آنهایی که در آمریکای شمالی یافت می‌شوند، دیده می‌شود. این گلوبندها معمولاً رنگین‌کمانی هستند. گونه‌های دیگر، مانند زاغ گلوارغوانی و کبک نیز این ویژگی را نشان می‌دهند. این اصطلاح از طوقه‌ای گرفته شده‌است که در زره نظامی برای حفاظت از گلو استفاده می‌شود.
سایش پر و قرار گرفتن در معرض نور خورشید می‌تواند باعث تغییر در رنگ ظاهری پرهای رنگین‌کمانی شود. به عنوان نمونه، پرهای تازه در مرغ مگس آنا قرمز رزی است که اینها با افزایش سن به رنگ برنزی مسی می‌گرایند.

## کارکرد
چندین عملکردهای اجتماعی برای گلوبند پیشنهاد شده‌است. ممکن است به جذب جفت یا دفاع از منابع کمک کند. ممکن است نشان‌دهندهٔ وضعیت اجتماعی باشد یا به گونه‌ها اجازه دهد که همنوعان را شناسایی کنند. در میان پرندگان مگس‌مرغ، گلوبند معمولاً تنها در نرها یافت می‌شود. در موارد نادری که در ماده‌ها یافت می‌شوند، به نظر می‌رسد که در درجه نخست برای نشان‌دادن تهدید استفاده می‌شوند.
مگس‌مرغ‌های جوان که پس از پریدن باید برای تغذیه در قلمرو بالغان نفوذ کنند، همگی بدون گلوبند هستند. این ممکن است کمک کند که آنها کمتر دیده شوند یا توسط پرندگان بالغ کمتر تهدید شوند.